# 红旗渠站
红旗渠站位于中华人民共和国河南省安阳市林州市姚村镇焦家屯村，是瓦日铁路上的火车站，由中国铁路郑州局集团安阳综合段管辖。

## 歷史
- 建于2014年3月。
- 2022年10月，郑州局集团全面升级了本站的客运设施，并于2023年1月20日开通客运业务[3]。

## 车站结构
红旗渠站建筑面积近1500平方米，站场规模为2台5线。
| 北↑ |      |                                |  |
|     | 侧式 |                                |  |
|     | 2    | 到发线                         |  |
| Ⅲ道 | 无   | 瓦日铁路 通过线                |  |
| Ⅱ道 | 无   | 瓦日铁路 下行正线 往巨峰站方向 |  |
| Ⅰ道 | 无   | 瓦日铁路 上行正线 往瓦塘站方向 |  |
|     | 1    | 到发线                         |  |
|     | 侧式 |                                |  |
| 南↓ | 站房 | 进出站、接驳交通               |  |

## 旅客列车目的地
本站目前开行两对始发终到列车，命名为“红旗渠号”列车，均为郑州局集团管内列车，每周五、六、日开行，具体车次信息如下。
| 目的地 | 车次    | 列车所属路局 |
| ------ | ------- | ------------ |
| 郑州   | K8007   | 郑州局集团   |
| 安阳   | K8011/4 | 郑州局集团   |

## 車站周邊
- 红旗渠
- 红旗渠纪念馆
- 焦家屯村

## 外部連結
- 中国铁路客户服务中心（页面存档备份，存于）